# Nożarowo
Nożarowo (bułg. Ножарово) – wieś w Bułgarii, w obwodzie Razgrad, w gminie Samuił. W 2023 roku liczyła 543 mieszkańców.